# Deretaphrus wollastoni
Deretaphrus wollastoni is een keversoort uit de familie knotshoutkevers (Bothrideridae). De wetenschappelijke naam van de soort werd in 1855 gepubliceerd door Edward Newman.